# Ruth Stock-Homburg
Ruth Maria Stock-Homburg (* 22. April 1972 in Hadamar als Ruth Maria Stock) ist eine deutsche Betriebswirtin.

## Leben
Stock-Homburg studierte bis 1996 an der FH Koblenz Betriebswirtschaftslehre und anschließend an der Fernuniversität in Hagen Psychologie.
Im Jahr 2000 wurde sie bei Christian Homburg, ihrem späteren Ehemann, Summa cum laude an der Universität Mannheim promoviert. 2003 habilitierte sie sich an der Helmut-Schmidt-Universität in Hamburg. 2018 promovierte sie ein zweites Mal im Bereich Psychologie.
Nach einem Lehrauftrag an der Université de Fribourg in der Schweiz, einem Aufenthalt als Gastprofessorin an der McCombs Business School of Texas at Austin, USA sowie einer Lehrstuhlvertretung an der Universität Karlsruhe übernahm Ruth Stock-Homburg im Jahre 2005 die Leitung des Lehrstuhls für Unternehmensführung, Organisation und Personalwesen am Institut für Betriebswirtschaftslehre der Universität Hohenheim und wurde somit zur jüngsten BWL-Professorin Deutschlands.
Seit 2006 ist sie Leiterin des Fachgebiets Marketing & Personalmanagement am Fachbereich Rechts- und Wirtschaftswissenschaften der Technischen Universität Darmstadt.
Im Ranking des Handelsblattes der besten Ökonomen im deutschsprachigen Raum belegte Stock-Homburg 2012 den 63. Rang. Sie belegt damit den besten Rang im Professorenranking der rechts- und wirtschaftswissenschaftlichen Fakultät der Technischen Universität Darmstadt. Im Handelsblattranking  2014 sowie im Ranking der Wirtschaftswoche 2019 wurde sie als forschungsstarke BWL-Professorin im deutschsprachigen Raum ausgezeichnet
2013/14 hielt sie sich zu einem Forschungsaufenthalt an der Sloan School of Management am MIT auf.
Im Januar 2016 gründete Stock-Homburg das leap in time Lab in Darmstadt. Im leap in time Lab werden zukünftige Arbeitswelten erforscht und erlebbar gemacht. Weitere Forschungsschwerpunkte liegen in den Bereichen der KI-gesteuerten Unternehmensführung und der Mensch-Roboter Interaktion. Zudem gründete Stock-Homburg im Juni 2019 die leap in time Stiftung, die Forschung und Projekte im Bereich Umwelt, Zukunft der Arbeitswelt und Digitalisierung fördert und unterstützt.
Im August 2018 wurde Stock-Homburg von der Hessischen Landesregierung in den Rat für Digitalethik berufen.

## Forschungsschwerpunkte
- Strategisches Management
- Innovationsorientierte Unternehmensführung
- Age Management
- Work-Life Balance
- Interkulturelle Führung
- Persönlichkeit/Verhalten von Topmanagern
- Führung von Teams
- Kundenbeziehungsmanagement
- Einstellung/Verhalten von Konsumenten
- Zukunft der Arbeitswelt
- Human-Robot-Interaction

## Auszeichnungen
- Overall Best Paper Award der American Marketing Association, St. Petersburg/USA (Februar 2006)
- Nominierung für den Best Paper Award des Verbandes der Hochschullehrer für Betriebswirtschaft e.V. für bemerkenswerte internationale Publikationen durch die Kommission Marketing (Sommer 2005)
- Overall Best Paper Award der American Marketing Association, Chicago/USA (August 2001)
- Auszeichnung der Dissertationsschrift durch die Stiftung Marketing, Universität Mannheim (2001)

## Schriften
- Personalmanagement: Theorien – Konzepte – Instrumente. Gabler Verlag, 3. Auflage 2013
- Personalmanagement: Theorien – Konzepte – Instrumente. Gabler Verlag, 4. Auflage 2019
- Der Zusammenhang zwischen Mitarbeiter- und Kundenzufriedenheit: Direkte, indirekte und moderierende Effekte. Gabler Verlag, 4. Auflage 2009
- Teams an der Schnittstelle zwischen Anbieter- und Kunden-Unternehmen: Eine integrative Betrachtung. Gabler Verlag 2003
- Der kundenorientierte Mitarbeiter: Bewerten, Begeistern, Bewegen. Gabler Verlag 2000, ISBN 3-409-11646-X